# Rhammatocerus pseudocyanipes
Rhammatocerus pseudocyanipes är en insektsart som beskrevs av Assis-pujol 1997. Rhammatocerus pseudocyanipes ingår i släktet Rhammatocerus och familjen gräshoppor. Inga underarter finns listade i Catalogue of Life.